# Erika Nõva
Erika Nõva (geborene Volberg; von 1934 bis 1937 Erika Breiberg; * 4. April 1905 in Muuksi, heute Landgemeinde Kuusalu, Estland; † 22. April 1987 in Tallinn) war eine estnische Architektin.

## Leben
Erika Nõva wurde auf dem Hof Toomani im Norden Estlands als achtes Kind einer Großfamilie geboren. Ihr älterer Bruder war der spätere Architekt August Volberg (1896–1983). Erika Nõva schloss 1931 ihr Architekturstudium am Tallinner Technikum ab. Sie gilt als erste estnische Architektin überhaupt. 1934 heiratete sie Ilmar Breiberg. Das Paar hatte die Zwillinge Tiiu und Ants.
Von 1933 bis 1938 war Erika Nõva im Siedlungsamt des estnischen Landwirtschaftsministerium beschäftigt. Sie entwarf hunderte von neuen Bauerngehöften, die nach der estnischen Landreform auf verstaatlichten Agrarflächen entstanden. Von 1944 bis 1954 und von 1957 bis 1960 arbeitete Nõva beim staatlichen estnisch-sowjetischen Bauunternehmen Eesti Projekt.

## Architektonisches Werk
Erika Nõva ist vor allem in den 1930er Jahren für die Planung von ländlichen Neubauten und Siedlungen bekannt geworden. Sie orientierte sich dabei am traditionellen Stil der estnischen Bauernhausarchitektur. Funktionale Einfachheit und Sinn für das Praktische kennzeichnen ihr Werk. Die Entwürfe für die ländlichen Schulgebäude von Pillapalu, Võiduküla und Peressaare stammen ebenfalls aus ihrer Feder.
Daneben schuf Erika Nõva repräsentativere Bauten wie die Tallinner Sporthalle (estnisch Tallinna spordihoone), das heutige Hauptgebäude der Universität Tallinn und das französische Gymnasium in Tallinn (1939/40, beides gemeinsam mit Alar Kotli), das Tallinner Zentralkrankenhaus, verschiedene Privathäuser in Nõmme und Tallinn sowie 1955 das Sportstadion Kalevi Keskstaadion in Tallinn.
Nach dem Zweiten Weltkrieg war sie im Zuge der Kollektivierung der Landwirtschaft auch an der Planung und Bauausführung von Sowchosen beteiligt. Daneben war sie als Möbeldesignerin tätig.